# ジョーンズ・レイ
ジョーンズ・レイ（JONES Rei、2002年5月4日 - ）は、埼玉県出身のプロサッカー選手。Jリーグ・藤枝MYFC所属。ポジションはゴールキーパー。

## 来歴
アメリカ人の父と日本人の母を持つ。
大宮アルディージャのアカデミー出身で、年代別の代表や国民体育大会サッカー競技少年男子にも選出された。
その後立正大学へ進み、2025年からの藤枝MYFC加入が発表された。

## 所属クラブ
- 新座西堀キッカーズ
- 大宮アルディージャジュニア
- 大宮アルディージャJr.ユース
- 大宮アルディージャU18
- 立正大学
- 2025年-  藤枝MYFC

## 個人成績
| 国内大会個人成績 | 国内大会個人成績 | 国内大会個人成績 | 国内大会個人成績 | 国内大会個人成績 | 国内大会個人成績 | 国内大会個人成績 | 国内大会個人成績 | 国内大会個人成績 | 国内大会個人成績 | 国内大会個人成績 | 国内大会個人成績 |
| 年度             | クラブ           | 背番号           | リーグ           | リーグ戦         | リーグ戦         | リーグ杯         | リーグ杯         | オープン杯       | オープン杯       | 期間通算         | 期間通算         |
| 年度             | クラブ           | 背番号           | リーグ           | 出場             | 得点             | 出場             | 得点             | 出場             | 得点             | 出場             | 得点             |
| 日本             | 日本             | 日本             | 日本             | リーグ戦         | リーグ戦         | リーグ杯         | リーグ杯         | 天皇杯           | 天皇杯           | 期間通算         | 期間通算         |
| ---------------- | ---------------- | ---------------- | ---------------- | ---------------- | ---------------- | ---------------- | ---------------- | ---------------- | ---------------- | ---------------- | ---------------- |
| 2025             | 藤枝             | 21               | J2               |                  |                  |                  |                  |                  |                  |                  |                  |
| 通算             | 日本             | 日本             | J2               |                  |                  |                  |                  |                  |                  |                  |                  |
| 総通算           |                  |                  |                  |                  |                  |                  |                  |                  |                  |                  |                  |

## タイトル

### クラブ
立正大学
第27回東京都サッカートーナメント（天皇杯 JFA 第102回全日本サッカー選手権大会東京都予選）

### 選抜
埼玉県選抜
第73回国民体育大会サッカー競技少年男子

## 代表・選抜歴
- 国民体育大会サッカー競技少年男子埼玉県選抜（2018年）
- U-15,16日本代表（2017年 - 2018年）